# Hero (1992)
Hero, lançado no Reino Unido e na Irlanda como Accidental Hero (br: Herói por acidente / pt: Herói acidental) é um filme estadunidense de 1992, do gênero comédia dramática, dirigido por Stephen Frears. Foi escrito por David Webb Peoples a partir de uma história escrita por Peoples, Laura Ziskin e Alvin Sargent e estrelado por Dustin Hoffman, Geena Davis, Andy Garcia, Joan Cusack e Chevy Chase (não creditado). O filme é sobre uma repórter de TV que promove um concurso para localizar o anônimo andarilho que salvou os sobreviventes de um acidente de avião. Seguindo o aclamado pela crítica The Grifters (1990), foi o segundo longa-metragem estadunidense do cineasta britânico Frears.
A filmagem principal do filme começou a ser filmada em 30 de outubro de 1991 em Chicago, com estúdio na Sony Pictures Studios, em Culver City, Califórnia e Los Angeles, Califórnia, juntamente com a cena do acidente em Piru, na Califórnia. A encenação colossal da queda de um Boeing 727 em dezembro de 1991, envolveu a criação de um conjunto de localização completo em Piru, Califórnia. A fuselagem abandonada foi explodida sobre uma ponte e recriada um rio e o leito de um rio. Após o fracasso da primeira explosão, um segundo explosivo manipulado realisticamente recriou a cena do acidente, onde o avião é dilacerado. Encerrou as filmagens em 20 de março de 1992.
Hail the Conquering Hero (1944) é um filme sobre um tema similar de Preston Sturges. Muitos críticos se referiram às semelhanças óbvias entre Hero e a comédia maluca de Sturges. O clássico filme de Frank Capra, Meet John Doe (1941), também foi citado como modelo para Laura Ziskin, que produziu e forneceu a história para Hero.
O filme recebeu críticas positivas, mas foi um fracasso de bilheteria, arrecadando apenas US$19.5 milhões com um orçamento de US$42 milhões. A Columbia Pictures perdeu US$25.6 milhões. O filme atualmente tem uma classificação de 65% no Rotten Tomatoes baseado em 20 opiniões. Roger Ebert observou: "Ele tem todos os ingredientes para um entretenimento fantástico, mas permanece sobre os tipos de detalhes que pertencem a um tipo diferente de filme. Isso vem da tradição das comédias de Preston Sturges dos anos 1940, e quando Chevy Chase, como um chefe de TV, dá ordens em um telefone, ele encontra a nota certa".
O filme é reconhecido pelo American Film Institute nestas listas:
- 2003: Lista do AFI dos 100 maiores heróis e vilões do cinema:
  - Bernie LaPlante - Nomeado Hero[16]
- 2006: Lista dos filmes estadunidenses mais inspiradores segundo o American Film Institute – Nomeado[17]

## Sinopse
O mendigo Bernie Laplante (Dustin Hoffman), um sujeito intratável e egoísta, tenta escapar da cadeia convencendo o juiz que é um pai de família exemplar. A caminho da casa da ex-mulher, que o odeia e tem a guarda do seu filho, presencia a queda de um avião com 54 passageiros. Meio a contragosto, desemperra a porta da aeronave e salva os passageiros. Perde um pé de sapato e some. Entre os passageiros estava Gale Gayley (Geena Davis), uma repórter de televisão que decide iniciar uma campanha para descobrir a identidade do herói anônimo e oferece um milhão de dólares ao "herói" do desastre aéreo. Bernie deu o sapato restante para John Bubber (Andy Garcia), um desabrigado. Gale segue a pista do sapato e acaba chegando em John Bubber, que herdou o outro pé de Laplante e decide tirar proveito da oferta, pois é um homem bonito e encantador e logo ganha o coração da cidade inteira. Logo Bernie percebe que jogou fora um milhão de dólares e inicia um esforço para conseguir o reconhecimento e o dinheiro.

## Elenco
- Dustin Hoffman como Bernie LaPlante
- Geena Davis como Gale Gayley
- Andy Garcia como John Bubber
- Joan Cusack como Evelyn
- Kevin J. O'Connor como Chucky
- Maury Chaykin como Winston
- Stephen Tobolowsky como James Wallace
- Christian Clemenson como Conklin
- Daniel Baldwin como bombeiro Denton (creditado como Daniel Leroy Baldwin)
- Clea Lewis como Sylvia
- Tom Arnold como Chick
- Cady Huffman como comissária de bordo Leslie Sugar
- James Madio como Joey
- Kate Butler como maquiadora
- Martin Starr como Allen em coma
- William Newman como o milionário
- Chevy Chase como Deke - Diretor da Channel 4 News (não creditado)

Irmã de Joan, Susie Cusack, aparece como Donna O'Day em um papel não creditado; Jeff Garlin foi visto como um vendedor de notícias